# Callejón (tauromàquia)

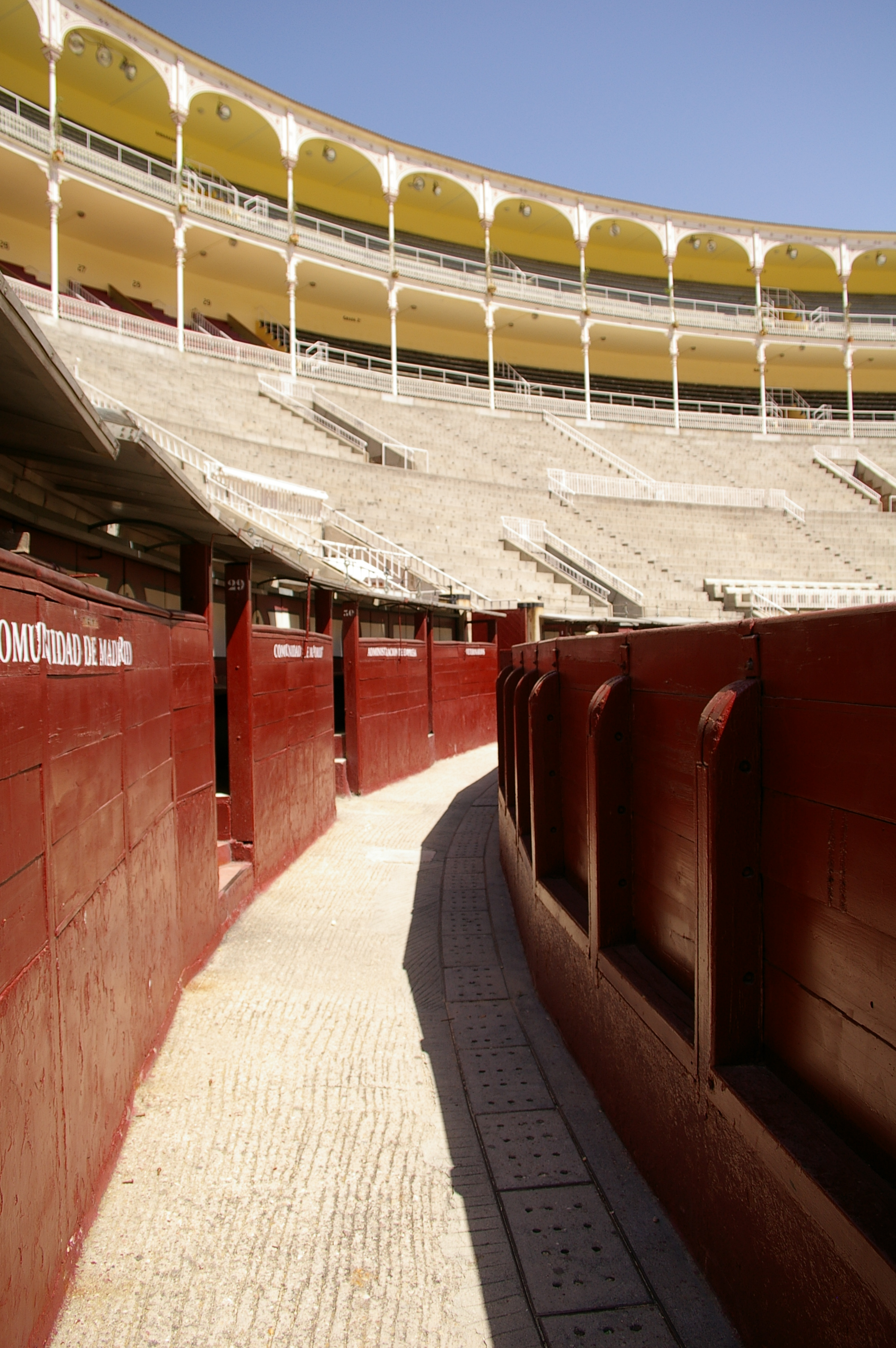
Callejón de la plaça de toros de Las Ventas de Madrid

En una plaça de toros, el callejón (del castellà, 'carreró') és el passadís circular que separa la barrera de la graderia.

## Descripció
El carreró serveix de via de servei i circulació al voltant de la pista (ruedo). És utilitzat pels empleats de la plaça de toros, els toreros i els fotògrafs. El seu accés no està permès als espectadors.
El carreró es pot utilitzar com a refugi per als toreros en cas d'una càrrega incontrolada del toro. Si el burladero no és fàcilment accessible, poden saltar per sobre la barrera per accedir al carreró. La barrera és el mur de fusta que separa el ruedo del carreró. El terme també es refereix a la primera fila de la graderia.
A França, les disposicions sobre el carreró estan recollides a l'article 32 del Reglament de la Unió de les ciutats taurines franceses.